# Porsica rufocostata
Porsica rufocostata är en fjärilsart som beskrevs av M.Gaede 1930. Porsica rufocostata ingår i släktet Porsica och familjen tandspinnare. Inga underarter finns listade i Catalogue of Life.